# International Alliance of Women
L'Alleanza Internazionale delle Donne (Lingua inglese: International Alliance of Women, IAW; Lingua francese: Alliance Internationale des Femmes, AIF) è un'organizzazione internazionale non governativa che lavora per promuovere i diritti umani delle donne in tutto il mondo, concentrandosi in particolare sull'emancipazione delle donne e sui problemi di sviluppo e più in generale sull'uguaglianza di genere. Il principio di base dell'IAW è che il pieno ed equo godimento dei diritti umani è dovuto a tutte le donne e ragazze.È una delle organizzazioni più antiche, più grandi e più influenti nel suo campo. L'organizzazione fu fondata come Associazione Internazionale del Suffragio femminile (International Woman Suffrage Alliance,IWSA) nel 1904 a Berlino, in Germania da Marie Stritt, Millicent Fawcett, Carrie Chapman Catt, Susan B. Anthony e altre importanti femministe di tutto il mondo nella campagna per il Suffragio femminile. L'IWSA ebbe sede a Londra, e fu la principale organizzazione internazionale per il suffragio femminile. Oggi rappresenta oltre 50 organizzazioni in tutto il mondo composte da diverse centinaia di migliaia di membri, ed ha sede a Ginevra.
Dal 1926, l'organizzazione ha avuto forti legami con la Società delle Nazioni. Dal 1947, l'IAW possiede uno status consultivo generale presso il Consiglio economico e sociale delle Nazioni Unite, il più alto status ONU possibile per un'organizzazione non governativa, la quarta a cui viene concesso. L'IAW ha anche uno status partecipativo nel il Consiglio d'Europa. Ha rappresentanti presso la sede delle Nazioni Unite a New York, l'ufficio delle Nazioni Unite a Ginevra e Vienna, l'UNESCO a Parigi, l'Organizzazione per l'alimentazione e l'agricoltura a Roma e il Consiglio d'Europa a Strasburgo. Ha anche rappresentanti della Lega araba a Il Cairo e del Consiglio dei Paesi del Golfo a Riad ed è un membro influente della Lobby europea delle donne a Bruxelles. Joanna Manganara è il suo presidente e principale rappresentante presso le Nazioni Unite. Il suo attuale principale rappresentante ONU Soon Young Yoon è anche presidente del Comitato ONG sullo Status delle Donne a New York e Primo Vice Presidente della Conferenza delle ONG. Le lingue ufficiali di lavoro dell'IAW sono l'inglese e il francese.

## Storia

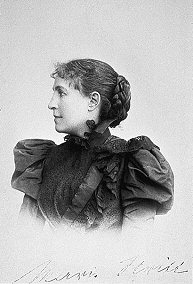
Cofondatrice Marie Stritt, femminista tedesca (1855–1928)

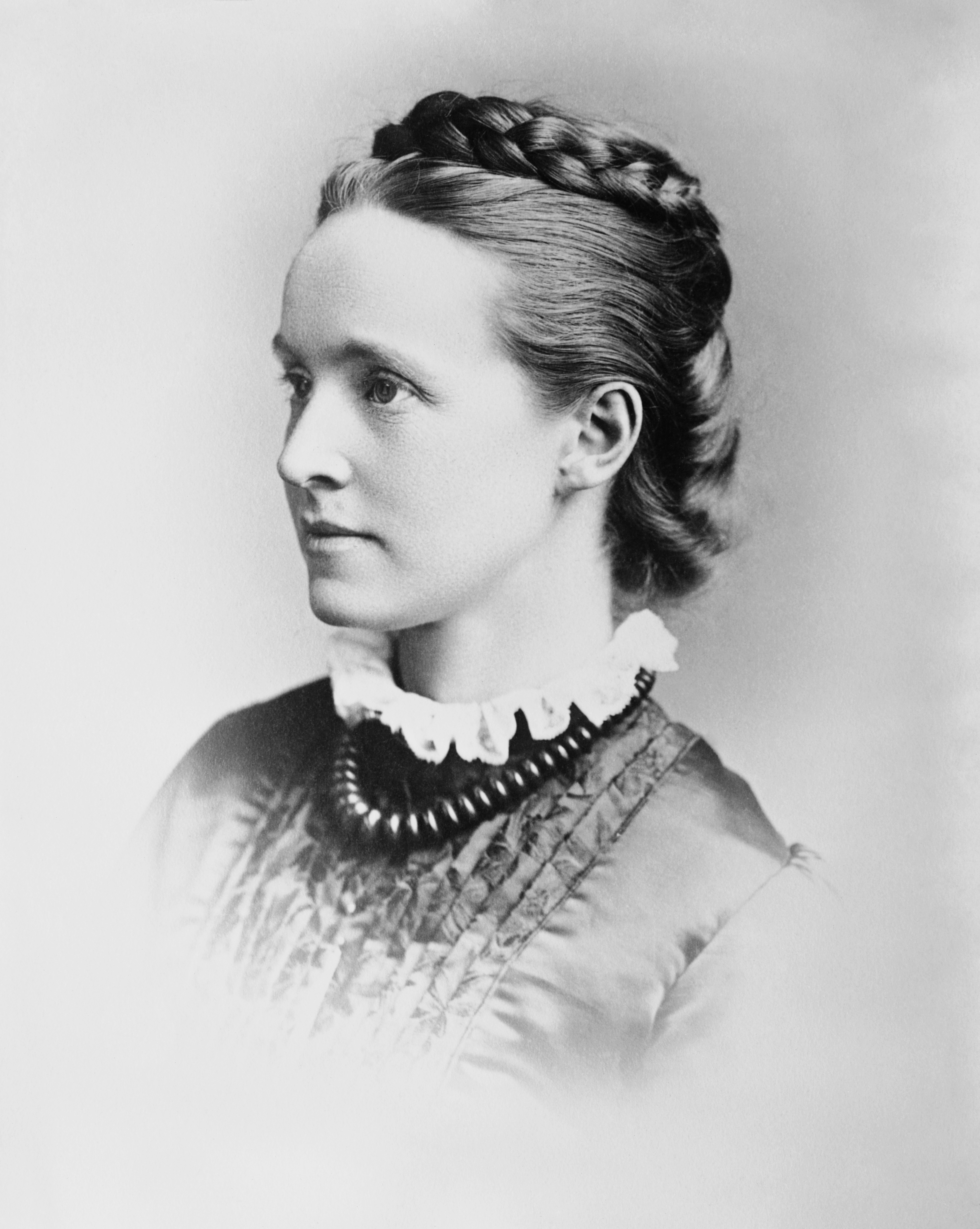
Cofondatrice e vicepresidente, Dama Millicent Fawcett

La decisione per l'istituzione dell'organizzazione fu presa a Washington nel 1902 da suffragiste frustrate dalla riluttanza del Consiglio Internazionale delle Donne a sostenere il suffragio femminile. L'Alleanza fu formalmente istituita durante la seconda conferenza a Berlino nel 1904 come International Women Suffrage Alliance (IWSA), ed ebbe sede a Londra per gran parte della sua storia. Tra le fondatrici c'erano Carrie Chapman Catt, Millicent Garrett Fawcett, Helene Lange, Susan B. Anthony, Anita Augspurg, Rachel Foster Avery, e Käthe Schirmacher.
Tra i successivi congressi vi furono quelli di Copenaghen (1906), Amsterdam (1908), Londra (1909), Stoccolma (giugno 1911), e Budapest (1913). L'Unione Francese per il suffragio femminile(UFSF), fondata nel febbraio 1909, fu formalmente riconosciuta dal congresso IWFA a Londra nell'aprile 1909 come rappresentante del movimento di suffragio francese. L'IWSA avviò anche la propria rivista mensile, Jus Suffragii. L'IWSA, influenzato da Millicent Fawcett contro la militanza delle suffragette nello stile di Emmeline Pankhurst, rifiutò inizialmente di aderire alla WSPU durante la riunione di Copenaghen del 1906.
Alla fine degli anni '20 l'organizzazione cambiò il suo nome in International Alliance of Women for Suffrage and Equal Citizenship (l'Alleanza Internazionale delle Donne per il suffragio e la pari cittadinanza), e nel 1946 fu modificata con il nome attuale, International Alliance of Women. Il Primo Comitato Esecutivo comprendeva Carrie Chapman Catt (presidente), Anita Augspurg( primo vicepresidente) e Rachel Foster Avery (segretaria).
La prima presidente dell'organizzazione Carrie Chapman Catt fondò anche la League of Women Voters negli Stati Uniti durante la sua presidenza.
Il colore tradizionale dell'organizzazione, usato per simboleggiare i diritti delle donne e il suffragio femminile, è il giallo.

### Conferenze
- 1º, Washington, 1902
- 2º, Berlino, 1904
- 3º, Copenaghen, 1906
- 4º, Amsterdam, 1908
- 5º, Londra, 1909
- 6º, Stoccolma, 1911
- 7º, Budapest, 1913
- 8º, Ginevra, 1920
- 9º, Roma, 1923
- 10º, Parigi, 1926
- 11º, Berlino, 1929
- 12º, Istanbul, 1935
- 13º, Copenaghen, 1939
- 14º, Interlaken, 1946
- 15º, Amsterdam, 1949
- 16º, Napoli, 1952
- 17º, Colombo, 1955
- 18º, Atene, 1958
- 19º, Dublino, 1961
- 20º
- 21º, Inghilterra, 1967
- 22º, Königstein, Germania Ovest, 1970
- 23º, Nuova Delhi, 1973

## Organizzazione
Ogni tre anni si tiene un Congresso Internazionale nel paese di origine di un'organizzazione membro che elegge il Comitato Esecutivo.
L'attuale presidente e principale rappresentante presso le Nazioni Unite è Joanna Manganara. Il Comitato Esecutivo comprende anche il Segretario generale, il Tesoriere e fino a 20 membri, tra cui due vicepresidenti esecutivi nonché vicepresidenti per l'Europa, i Paesi Arabi, gli stati Arabi del Golfo Persico e l'Asia Meridionale.

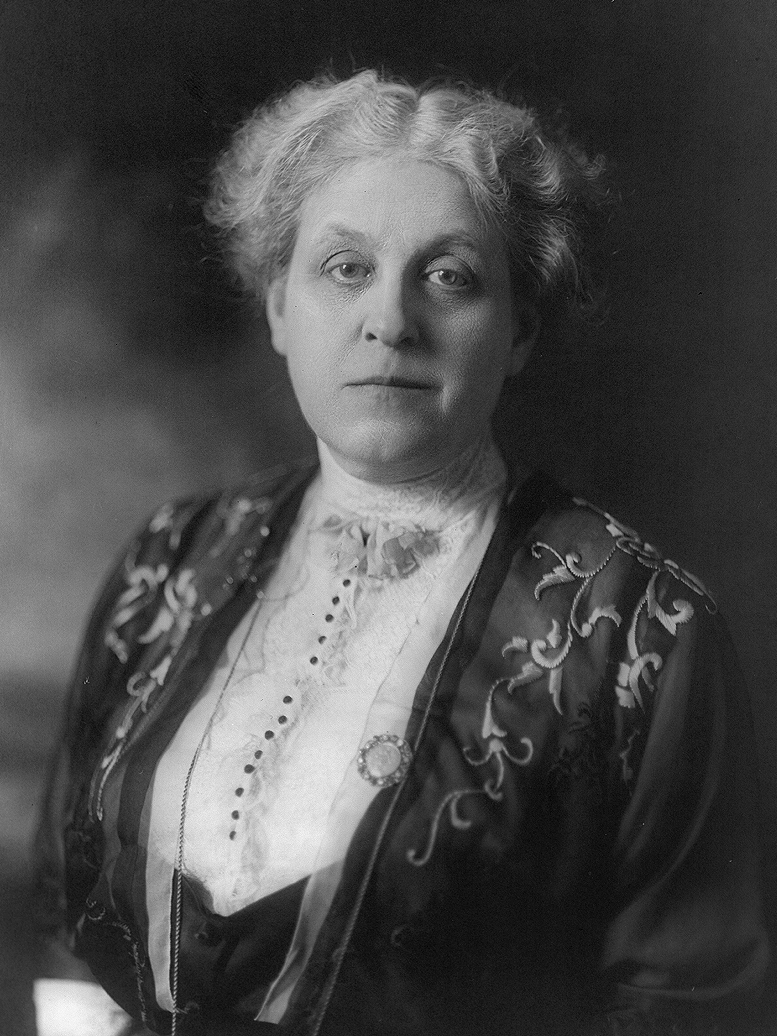
La prima Presidente dell'IAW Carrie Chapman Catt

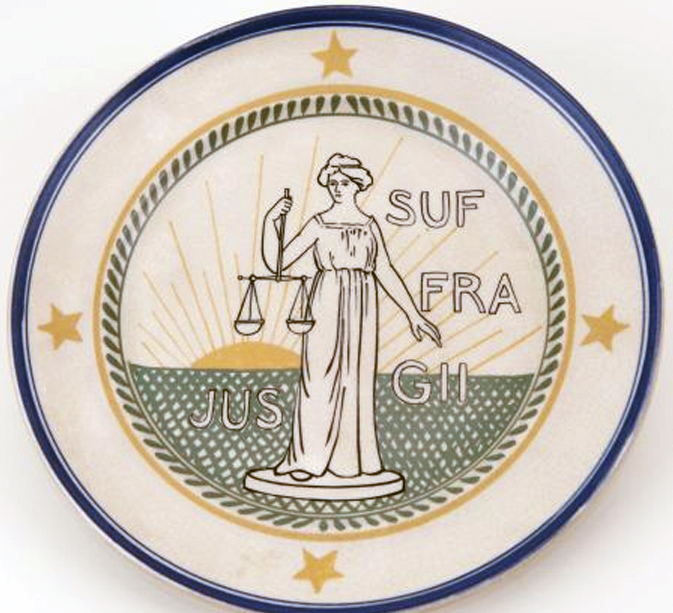
Piatto con il simbolo e motto dell' International Woman Suffrage Alliance (IWSA). Testo: "Jus Suffragii" (diritto di voto). La dea Iustitia regge una bilancia con la sua mano destra.

### Presidenti
1. Carrie Chapman Catt (Stati Uniti d'America) 1904–1923
2. Dama Margery Corbett Ashby (UK) 1923–1946
3. Hanna Rydh (Svezia) 1946–1952
4. Ester Graff (Danimarca) 1952–1958
5. Ezlynn Deraniyagala (Sri Lanka) 1958–1964
6. Begum Anwar Ahmed(Pakistan) 1964–1970
7. Edith Anrep (Svezia) 1970–1973
8. Irène de Lipkowski (Francia) 1973–1979
9. Olive Bloomer (UK) 1979–1989
10. Alice Yotopoulos-Marangopoulos (Greece) 1989–1996
11. Patricia Giles (Australia) 1996–2004
12. Rosy Weiss (Austria) 2004–2010
13. Lyda Verstegen (Paesi Bassi) 2010–2013
14. Joanna Manganara (Grecia) 2013–2020
15. Cheryl Hayles (Canada) 2020-2021
16. Marion Böker (Germania) 2021-2022
17. Alison Brown (Stati Uniti d'America) 2022-

## Stato attuale
L'IAW rappresenta più di 50 organizzazioni in tutto il mondo ed ha riunito molti singoli membri. All'IAW è stato concesso, nel 1947  lo stato consultivo generale del Consiglio economico e sociale delle Nazioni Unite, il più alto livello possibile, e possiede uno stato partecipativo nel Consiglio d'Europa. L'IAW ha rappresentanti permanenti a New York, Vienna, Ginevra, Parigi, Roma, Nairobi e Strasburgo,rivolgendosi all'Unione europea attraverso la sua adesione alla Lobby europea delle donne (European Women's Lobby, EWL), a Bruxelles. Soon-Young Yoon, attuale rappresentante dell'IAW presso la sede delle Nazioni Unite,è anche presidente del Comitato ONG sullo Status delle Donne, a New York.
L'IAW presta particolare attenzione alla ratifica e all'attuazione universali senza riserve della Convenzione sull'eliminazione di ogni forma di discriminazione nei confronti della donna (Convention on the Elimination of All Forms of Discrimination against Women,CEDAW) e del suo Protocollo Opzionale.Le attuali commissioni IAW trattano temi quali: la Giustizia e i Diritti Umani;Democrazia;Pace;Eliminazione della violenza e la Salute.

## Membri
Affiliati (membri a pieno titolo)
- Association des femmes de l’Europe Méridionale,
- All India Women's Conference,
- All Pakistan Women's Association,
- Association Suisse pour les Droits de la Femme,
- Bangladesh Mahila Samity,
- CILAF-LFDF,
- Coterie of Social Workers,
- Country Women’s Association of India,
- Danish Women's Society,
- Deutscher Frauenring,
- German Association of Female Citizens,
- Fédération des Femmes Burkinabe,
- Frauen Netzwerk für Frieden,
- Frederika Bremer Förbundet,
- Hoda Chawari Association,
- Israel Federation of the Women's International Zionist Organization,
- Kvenréttindafélag Íslands,
- League of Women Voters of Japan,
- Ligue Hellénique pour le Droits des Femmes,
- Lithuanian Women’s Society,
- Lucy Stone League,
- Mauritius Alliance of Women,
- Nederlandse Vereniging voor Vrouwenbelangen,
- Norwegian Association for Women's Rights,
- Pancyprian Movement Equal Rights & Equal Responsibilities,
- Sri Lanka Women’s Conference,
- Union of Kuwaiti Women’s Associations,
- Unioni Naisasialiito Suomessa Ry,
- Women's Electoral Lobby (Australia)|Women's Electoral Lobby,
- Zambia Alliance of Women,

Membri associati
- Alliance of Women of Serbia,
- Action Sociale pour le Développement Intégral de la fille et de la femme congolaise,
- Association pour le Planning Familial et l’Epanouissement de la Femme,
- Autonomes FRAUENzentrum,
- Bali Women’s Union of Farming Groups,
- Croatian Alliance of Women IWAD,
- Egyptian Society for the Development of Local Communities,
- Fédération de Femmes pour la Paix et le Développement,
- Femmes rurales contre la violence et les maladies sexuellement transmissibles,
- Fund for Women in Asia,
- Josephine Butler Society,
- La Colombe (organization)|La Colombe,
- League of Women Voters of Victoria,
- Metro Manila Council of Women Balikatan,
- Mmabatho Foundation Women’s Development,
- ONG-SAPHTA,
- Platform of Women’s Empowerment and Rights,
- Promo Femmes/Développement Solidarité,
- Saroj Nalini Dutt Memorial Association,
- Slum Aid Project,
- Sri Lanka Women’s Association UK,
- Union of Australian Women (Victoria) Inc.,
- Women’s Comfort Corner,
- Women’s Rights Movement of the Philippines,